# Wisła Kraków (piłka nożna) w europejskich pucharach
Wykaz występów pierwszej drużyny Wisły Kraków w europejskich pucharach.

## Puchar Zdobywców Pucharów 1967/1968

### 1/16 finału
Runda rozgrywana w formie dwumeczu.
| Lp. | Data       | Miejsce  | Przeciwnik   | Wynik     |
| --- | ---------- | -------- | ------------ | --------- |
| 1.  | 20.09.1967 | Helsinki | HJK Helsinki | 4:1 (3:0) |
| 2.  | 04.10.1967 | Kraków   | HJK Helsinki | 4:0 (2:0) |

### 1/8 finału
Runda rozgrywana w formie dwumeczu.
| Lp. | Data       | Miejsce | Przeciwnik   | Wynik     |
| --- | ---------- | ------- | ------------ | --------- |
| 3.  | 15.11.1967 | Kraków  | Hamburger SV | 0:1 (0:0) |
| 4.  | 29.11.1967 | Hamburg | Hamburger SV | 0:4 (0:3) |

## Puchar UEFA 1976/1977

### 1/32 finału
Runda rozgrywana w formie dwumeczu.
| Lp. | Data       | Miejsce | Przeciwnik     | Wynik     |
| --- | ---------- | ------- | -------------- | --------- |
| 5.  | 15.09.1976 | Glasgow | Celtic Glasgow | 2:2 (0:1) |
| 6.  | 29.09.1976 | Kraków  | Celtic Glasgow | 2:0 (0:0) |

### 1/16 finału
Runda rozgrywana w formie dwumeczu.
| Lp. | Data       | Miejsce  | Przeciwnik    | Wynik                        |
| --- | ---------- | -------- | ------------- | ---------------------------- |
| 7.  | 20.10.1976 | Kraków   | RWD Molenbeek | 1:1 (1:0)                    |
| 8.  | 03.11.1976 | Bruksela | RWD Molenbeek | 1:1 pd. k4:5 (1:1, 1:1, 1:1) |

## Puchar Europy Mistrzów Klubowych 1978/1979

### 1/16 finału
Runda rozgrywana w formie dwumeczu.
| Lp. | Data       | Miejsce | Przeciwnik  | Wynik     |
| --- | ---------- | ------- | ----------- | --------- |
| 9.  | 13.09.1978 | Brugia  | Club Brugge | 1:2 (0:2) |
| 10. | 27.09.1978 | Kraków  | Club Brugge | 3:1 (1:0) |

### 1/8 finału
Runda rozgrywana w formie dwumeczu.
| Lp. | Data       | Miejsce | Przeciwnik     | Wynik     |
| --- | ---------- | ------- | -------------- | --------- |
| 11. | 18.10.1978 | Brno    | Zbrojovka Brno | 2:2 (1:0) |
| 12. | 01.11.1978 | Kraków  | Zbrojovka Brno | 1:1 (0:0) |

### 1/4 finału
Runda rozgrywana w formie dwumeczu.
| Lp. | Data       | Miejsce | Przeciwnik | Wynik     |
| --- | ---------- | ------- | ---------- | --------- |
| 13. | 07.03.1979 | Kraków  | Malmö FF   | 2:1 (1:1) |
| 14. | 21.03.1979 | Malmö   | Malmö FF   | 1:4 (0:0) |

## Puchar UEFA 1981/1982

### 1/32 finału
Runda rozgrywana w formie dwumeczu.
| Lp. | Data       | Miejsce | Przeciwnik | Wynik     |
| --- | ---------- | ------- | ---------- | --------- |
| 15. | 16.09.1981 | Malmö   | Malmö FF   | 0:2 (0:1) |
| 16. | 30.09.1981 | Kraków  | Malmö FF   | 1:3 (1:0) |

## Puchar Zdobywców Pucharów 1984/1985

### 1/16 finału
Runda rozgrywana w formie dwumeczu.
| Lp. | Data       | Miejsce        | Przeciwnik | Wynik     |
| --- | ---------- | -------------- | ---------- | --------- |
| 17. | 19.09.1984 | Kraków         | ÍBV        | 4:2 (3:2) |
| 18. | 03.10.1984 | Vestmannaeyjar | ÍBV        | 3:1 (2:0) |

### 1/8 finału
Runda rozgrywana w formie dwumeczu.
| Lp. | Data       | Miejsce | Przeciwnik      | Wynik     |
| --- | ---------- | ------- | --------------- | --------- |
| 19. | 24.10.1984 | Sittard | Fortuna Sittard | 0:2 (0:1) |
| 20. | 07.11.1984 | Kraków  | Fortuna Sittard | 2:1 (2:1) |

## Puchar UEFA 1998/1999

### I runda kwalifikacyjna
Runda rozgrywana w formie dwumeczu.
| Lp. | Data       | Miejsce | Przeciwnik     | Wynik     |
| --- | ---------- | ------- | -------------- | --------- |
| 21. | 22.07.1998 | Newtown | Newtown A.F.C. | 0:0 (0:0) |
| 22. | 29.07.1998 | Kraków  | Newtown A.F.C. | 7:0 (2:0) |

### II runda kwalifikacyjna
Runda rozgrywana w formie dwumeczu.
| Lp. | Data       | Miejsce | Przeciwnik         | Wynik     |
| --- | ---------- | ------- | ------------------ | --------- |
| 23. | 11.08.1998 | Kraków  | Trabzonspor Kulübü | 5:1 (2:0) |
| 24. | 25.08.1998 | Trabzon | Trabzonspor Kulübü | 2:1 (0:0) |

### 1/32 finału
Runda rozgrywana w formie dwumeczu.
| Lp. | Data       | Miejsce | Przeciwnik       | Wynik     |
| --- | ---------- | ------- | ---------------- | --------- |
| 25. | 15.09.1998 | Maribor | Teatanic Maribor | 2:0 (2:0) |
| 26. | 29.09.1998 | Kraków  | Teatanic Maribor | 3:0 (3:0) |

### 1/16 finału
Runda rozgrywana w formie dwumeczu.
| Lp. | Data       | Miejsce | Przeciwnik | Wynik     |
| --- | ---------- | ------- | ---------- | --------- |
| 27. | 20.10.1998 | Kraków  | AC Parma   | 1:1 (0:1) |
| 28. | 03.11.1998 | Parma   | AC Parma   | 1:2 (0:1) |

## Puchar UEFA 2000/2001

### Runda kwalifikacyjna
Runda rozgrywana w formie dwumeczu.
| Lp. | Data       | Miejsce  | Przeciwnik           | Wynik     |
| --- | ---------- | -------- | -------------------- | --------- |
| 29. | 10.08.2000 | Sarajewo | Zeljeznicar Sarajewo | 0:0 (0:0) |
| 30. | 24.08.2000 | Kraków   | Zeljeznicar Sarajewo | 3:1 (1:1) |

### I runda
Runda rozgrywana w formie dwumeczu.
| Lp. | Data       | Miejsce   | Przeciwnik     | Wynik                        |
| --- | ---------- | --------- | -------------- | ---------------------------- |
| 31. | 14.09.2000 | Saragossa | Real Saragossa | 1:4 (1:1)                    |
| 32. | 28.09.2000 | Kraków    | Real Saragossa | 4:1 pd. k4:3 (0:1, 4:1, 4:1) |

### II runda
Runda rozgrywana w formie dwumeczu.
| Lp. | Data       | Miejsce | Przeciwnik | Wynik     |
| --- | ---------- | ------- | ---------- | --------- |
| 33. | 26.10.2000 | Kraków  | FC Porto   | 0:0 (0:0) |
| 34. | 09.11.2000 | Porto   | FC Porto   | 0:3 (0:1) |

## Liga Mistrzów 2001/2002

### II runda kwalifikacyjna
Runda rozgrywana w formie dwumeczu.
| Lp. | Data       | Miejsce | Przeciwnik  | Wynik     |
| --- | ---------- | ------- | ----------- | --------- |
| 35. | 25.07.2001 | Ryga    | Skonto Ryga | 2:1 (1:0) |
| 36. | 01.08.2001 | Kraków  | Skonto Ryga | 1:0 (0:0) |

### III runda kwalifikacyjna
Runda rozgrywana w formie dwumeczu.
| Lp. | Data       | Miejsce   | Przeciwnik   | Wynik     |
| --- | ---------- | --------- | ------------ | --------- |
| 37. | 08.08.2001 | Kraków    | FC Barcelona | 3:4 (3:2) |
| 38. | 22.08.2001 | Barcelona | FC Barcelona | 0:1 (0:0) |

## Puchar UEFA 2001/2002

### I runda
Runda rozgrywana w formie dwumeczu.
| Lp. | Data       | Miejsce | Przeciwnik   | Wynik     |
| --- | ---------- | ------- | ------------ | --------- |
| 39. | 20.09.2001 | Split   | Hajduk Split | 2:2 (0:1) |
| 40. | 27.09.2001 | Kraków  | Hajduk Split | 1:0 (1:0) |

### II runda
Runda rozgrywana w formie dwumeczu.
| Lp. | Data       | Miejsce | Przeciwnik     | Wynik     |
| --- | ---------- | ------- | -------------- | --------- |
| 41. | 18.10.2001 | Triest  | Inter Mediolan | 0:2 (0:0) |
| 42. | 30.10.2001 | Kraków  | Inter Mediolan | 1:0 (1:0) |

## Puchar UEFA 2002/2003

### Runda kwalifikacyjna
Runda rozgrywana w formie dwumeczu.
| Lp. | Data       | Miejsce | Przeciwnik     | Wynik     |
| --- | ---------- | ------- | -------------- | --------- |
| 43. | 15.08.2002 | Belfast | Glentoran F.C. | 2:0 (0:0) |
| 44. | 29.08.2002 | Kraków  | Glentoran F.C. | 4:0 (1:0) |

### I runda
Runda rozgrywana w formie dwumeczu.
| Lp. | Data       | Miejsce    | Przeciwnik             | Wynik     |
| --- | ---------- | ---------- | ---------------------- | --------- |
| 45. | 19.09.2002 | Ajdovščina | NK Primorje Ajdovščina | 2:0 (1:0) |
| 46. | 03.10.2002 | Kraków     | NK Primorje Ajdovščina | 6:1 (1:1) |

### II runda
Runda rozgrywana w formie dwumeczu.
| Lp. | Data       | Miejsce | Przeciwnik | Wynik                   |
| --- | ---------- | ------- | ---------- | ----------------------- |
| 47. | 31.10.2002 | Parma   | AC Parma   | 1:2 (0:1)               |
| 48. | 14.11.2002 | Kraków  | AC Parma   | 4:1 pd. (0:1, 2:1, 3:1) |

### 1/16 finału
Runda rozgrywana w formie dwumeczu.
| Lp. | Data       | Miejsce       | Przeciwnik               | Wynik     |
| --- | ---------- | ------------- | ------------------------ | --------- |
| 49. | 28.11.2002 | Kraków        | Schalke 04 Gelsenkirchen | 1:1 (1:0) |
| 50. | 10.12.2002 | Gelsenkirchen | Schalke 04 Gelsenkirchen | 4:1 (1:1) |

### 1/8 finału
Runda rozgrywana w formie dwumeczu.
| Lp. | Data       | Miejsce | Przeciwnik | Wynik     |
| --- | ---------- | ------- | ---------- | --------- |
| 51. | 20.02.2003 | Rzym    | Lazio Rzym | 3:3 (1:2) |
| 52. | 05.03.2003 | Kraków  | Lazio Rzym | 1:2 (1:1) |

## Liga Mistrzów 2003/2004

### II runda kwalifikacyjna
Runda rozgrywana w formie dwumeczu.
| Lp. | Data       | Miejsce | Przeciwnik     | Wynik     |
| --- | ---------- | ------- | -------------- | --------- |
| 53. | 30.07.2003 | Kraków  | Omonia Nikozja | 5:2 (2:0) |
| 54. | 06.08.2003 | Nikozja | Omonia Nikozja | 2:2 (1:1) |

### III runda kwalifikacyjna
Runda rozgrywana w formie dwumeczu.
| Lp. | Data       | Miejsce  | Przeciwnik          | Wynik     |
| --- | ---------- | -------- | ------------------- | --------- |
| 55. | 13.08.2003 | Bruksela | Anderlecht Bruksela | 1:3 (0:2) |
| 56. | 26.08.2003 | Kraków   | Anderlecht Bruksela | 0:1 (0:0) |

## Puchar UEFA 2003/2004

### I runda
Runda rozgrywana w formie dwumeczu.
| Lp. | Data       | Miejsce  | Przeciwnik   | Wynik     |
| --- | ---------- | -------- | ------------ | --------- |
| 57. | 25.09.2003 | Kraków   | NEC Nijmegen | 2:1 (1:0) |
| 58. | 15.10.2003 | Nijmegen | NEC Nijmegen | 2:1 (1:1) |

### II runda
Runda rozgrywana w formie dwumeczu.
| Lp. | Data       | Miejsce | Przeciwnik     | Wynik                        |
| --- | ---------- | ------- | -------------- | ---------------------------- |
| 59. | 06.11.2003 | Oslo    | Vålerenga Oslo | 0:0 (0:0)                    |
| 60. | 27.11.2003 | Kraków  | Vålerenga Oslo | 0:0 pd. k3:4 (0:0, 0:0, 0:0) |

## Liga Mistrzów 2004/2005

### II runda kwalifikacyjna
Runda rozgrywana w formie dwumeczu.
| Lp. | Data       | Miejsce | Przeciwnik          | Wynik     |
| --- | ---------- | ------- | ------------------- | --------- |
| 61. | 27.07.2004 | Tbilisi | WIT Georgia Tbilisi | 8:2 (4:1) |
| 62. | 04.08.2004 | Kraków  | WIT Georgia Tbilisi | 3:0 (2:0) |

### III runda kwalifikacyjna
Runda rozgrywana w formie dwumeczu.
| Lp. | Data       | Miejsce | Przeciwnik  | Wynik     |
| --- | ---------- | ------- | ----------- | --------- |
| 63. | 11.08.2004 | Kraków  | Real Madryt | 0:2 (0:0) |
| 64. | 25.08.2004 | Madryt  | Real Madryt | 1:3 (0:2) |

## Puchar UEFA 2004/2005

### I runda
Runda rozgrywana w formie dwumeczu.
| Lp. | Data       | Miejsce | Przeciwnik     | Wynik     |
| --- | ---------- | ------- | -------------- | --------- |
| 65. | 16.09.2004 | Kraków  | Dinamo Tbilisi | 4:3 (0:2) |
| 66. | 30.09.2004 | Tbilisi | Dinamo Tbilisi | 1:2 (0:0) |

## Liga Mistrzów 2005/2006

### III runda kwalifikacyjna
Runda rozgrywana w formie dwumeczu.
| Lp. | Data       | Miejsce | Przeciwnik          | Wynik                   |
| --- | ---------- | ------- | ------------------- | ----------------------- |
| 67. | 09.08.2005 | Kraków  | Panathinaikos Ateny | 3:1 (1:1)               |
| 68. | 23.08.2005 | Ateny   | Panathinaikos Ateny | 1:4 pd. (0:0, 1:3, 1:3) |

## Puchar UEFA 2005/2006

### I runda
Runda rozgrywana w formie dwumeczu.
| Lp. | Data       | Miejsce   | Przeciwnik        | Wynik     |
| --- | ---------- | --------- | ----------------- | --------- |
| 69. | 15.09.2005 | Guimarães | Vitória Guimarães | 0:3 (0:1) |
| 70. | 29.09.2005 | Kraków    | Vitória Guimarães | 0:1 (0:0) |

## Puchar UEFA 2006/2007

### II runda kwalifikacyjna
Runda rozgrywana w formie dwumeczu.
| Lp. | Data       | Miejsce | Przeciwnik     | Wynik     |
| --- | ---------- | ------- | -------------- | --------- |
| 71. | 10.08.2006 | Wiedeń  | SV Mattersburg | 1:1 (1:1) |
| 72. | 24.08.2006 | Kraków  | SV Mattersburg | 1:0 (1:0) |

### I runda
Runda rozgrywana w formie dwumeczu.
| Lp. | Data       | Miejsce  | Przeciwnik       | Wynik                   |
| --- | ---------- | -------- | ---------------- | ----------------------- |
| 73. | 14.09.2006 | Kraków   | Iraklis Saloniki | 0:1 (0:1)               |
| 74. | 28.09.2006 | Saloniki | Iraklis Saloniki | 2:0 pd. (0:0, 1:0, 2:0) |

### Faza grupowa
Runda rozgrywana w formie fazy grupowej. Z każdej pięciozespołowej grupy awans uzyskiwały trzy najlepsze drużyny.
| Lp. | Kolejka | Data       | Miejsce   | Przeciwnik          | Wynik     |
| --- | ------- | ---------- | --------- | ------------------- | --------- |
| 75. | 1.      | 19.10.2006 | Kraków    | Blackburn Rovers    | 1:2 (1:0) |
| 76. | 2.      | 02.11.2006 | Nancy     | AS Nancy            | 1:2 (1:1) |
| 77. | 4.      | 30.11.2006 | Kraków    | FC Basel            | 3:1 (1:1) |
| 78. | 5.      | 13.12.2006 | Rotterdam | Feyenoord Rotterdam | 1:3 (1:2) |

#### Tabela
| Miejsce | Drużyna             | Mecze | Zwycięstwa | Remisy | Porażki | Bramki Z. | Bramki S. | Różnica | Punkty |
| ------- | ------------------- | ----- | ---------- | ------ | ------- | --------- | --------- | ------- | ------ |
| 1.      | Blackburn Rovers    | 4     | 3          | 1      | 0       | 6         | 1         | +5      | 10     |
| 2.      | AS Nancy            | 4     | 2          | 1      | 1       | 7         | 4         | +3      | 7      |
| 3.      | Feyenoord Rotterdam | 4     | 1          | 2      | 1       | 4         | 5         | -1      | 5      |
| 4.      | Wisła Kraków        | 4     | 1          | 0      | 3       | 6         | 8         | -2      | 3      |
| 5.      | FC Basel            | 4     | 0          | 2      | 2       | 4         | 9         | -5      | 2      |

## Liga Mistrzów 2008/2009

### II runda kwalifikacyjna
Runda rozgrywana w formie dwumeczu.
| Lp. | Data       | Miejsce    | Przeciwnik        | Wynik     |
| --- | ---------- | ---------- | ----------------- | --------- |
| 79. | 30.07.2008 | Jerozolima | Beitar Jerozolima | 1:2 (1:0) |
| 80. | 06.08.2008 | Kraków     | Beitar Jerozolima | 5:0 (3:0) |

### III runda kwalifikacyjna
Runda rozgrywana w formie dwumeczu.
| Lp. | Data       | Miejsce   | Przeciwnik   | Wynik     |
| --- | ---------- | --------- | ------------ | --------- |
| 81. | 13.08.2008 | Barcelona | FC Barcelona | 0:4 (0:2) |
| 82. | 26.08.2008 | Kraków    | FC Barcelona | 1:0 (0:0) |

## Puchar UEFA 2008/2009

### I runda
Runda rozgrywana w formie dwumeczu.
| Lp. | Data       | Miejsce | Przeciwnik        | Wynik     |
| --- | ---------- | ------- | ----------------- | --------- |
| 83. | 18.09.2008 | Londyn  | Tottenham Hotspur | 1:2 (1:1) |
| 84. | 02.10.2008 | Kraków  | Tottenham Hotspur | 1:1 (0:0) |

## Liga Mistrzów 2009/2010

### II runda kwalifikacyjna
Runda rozgrywana w formie dwumeczu.
| Lp. | Data       | Miejsce   | Przeciwnik      | Wynik     |
| --- | ---------- | --------- | --------------- | --------- |
| 85. | 15.07.2009 | Sosnowiec | Levadia Tallinn | 1:1 (0:1) |
| 86. | 22.07.2009 | Tallinn   | Levadia Tallinn | 0:1 (0:0) |

## Liga Europy 2010/2011

### II runda kwalifikacyjna
Runda rozgrywana w formie dwumeczu.
| Lp. | Data       | Miejsce | Przeciwnik | Wynik     |
| --- | ---------- | ------- | ---------- | --------- |
| 87. | 15.07.2010 | Szawle  | FK Szawle  | 2:0 (0:0) |
| 88. | 22.07.2010 | Kraków  | FK Szawle  | 5:0 (1:0) |

### III runda kwalifikacyjna
Runda rozgrywana w formie dwumeczu.
| Lp. | Data       | Miejsce | Przeciwnik    | Wynik     |
| --- | ---------- | ------- | ------------- | --------- |
| 89. | 29.07.2010 | Kraków  | Qarabağ Ağdam | 0:1 (0:0) |
| 90. | 05.08.2010 | Baku    | Qarabağ Ağdam | 2:3 (0:3) |

## Liga Mistrzów 2011/2012

### II runda kwalifikacyjna
Runda rozgrywana w formie dwumeczu.
| Lp. | Data       | Miejsce | Przeciwnik  | Wynik     |
| --- | ---------- | ------- | ----------- | --------- |
| 91. | 13.07.2011 | Ryga    | Skonto Ryga | 1:0 (1:0) |
| 92. | 22.07.2011 | Kraków  | Skonto Ryga | 2:0 (0:0) |

### III runda kwalifikacyjna
Runda rozgrywana w formie dwumeczu.
| Lp. | Data       | Miejsce | Przeciwnik    | Wynik     |
| --- | ---------- | ------- | ------------- | --------- |
| 93. | 26.07.2011 | Łowecz  | Liteks Łowecz | 2:1 (1:1) |
| 94. | 03.08.2011 | Kraków  | Liteks Łowecz | 3:1 (1:0) |

### IV runda kwalifikacyjna
Runda rozgrywana w formie dwumeczu.
| Lp. | Data       | Miejsce | Przeciwnik    | Wynik     |
| --- | ---------- | ------- | ------------- | --------- |
| 95. | 17.08.2011 | Kraków  | APOEL Nikozja | 1:0 (0:0) |
| 96. | 23.08.2011 | Nikozja | APOEL Nikozja | 1:3 (0:1) |

## Liga Europy 2011/2012

### Faza grupowa
Runda rozgrywana w formie fazy grupowej. Z każdej czterozespołowej grupy awans uzyskiwały dwie najlepsze drużyny.
| Lp.  | Kolejka | Data       | Miejsce  | Przeciwnik      | Wynik     |
| ---- | ------- | ---------- | -------- | --------------- | --------- |
| 97.  | 1.      | 15.09.2011 | Kraków   | Odense Boldklub | 1:3 (0:1) |
| 98.  | 2.      | 29.09.2011 | Enschede | Twente Enschede | 1:4 (1:2) |
| 99.  | 3.      | 20.10.2011 | Kraków   | Fulham Londyn   | 1:0 (1:0) |
| 100. | 4.      | 03.11.2011 | Londyn   | Fulham Londyn   | 1:4 (1:2) |
| 101. | 5.      | 01.12.2011 | Odense   | Odense Boldklub | 2:1 (2:0) |
| 102. | 6.      | 14.12.2011 | Kraków   | Twente Enschede | 2:1 (1:1) |

#### Tabela
| Miejsce | Drużyna         | Mecze | Zwycięstwa | Remisy | Porażki | Bramki Z. | Bramki S. | Różnica | Punkty |
| ------- | --------------- | ----- | ---------- | ------ | ------- | --------- | --------- | ------- | ------ |
| 1.      | Twente Enschede | 6     | 4          | 1      | 1       | 14        | 7         | +7      | 13     |
| 2.      | Wisła Kraków    | 6     | 3          | 0      | 3       | 8         | 13        | -5      | 9      |
| 3.      | Fulham Londyn   | 6     | 2          | 2      | 2       | 9         | 6         | +4      | 8      |
| 4.      | Odense Boldklub | 6     | 1          | 1      | 4       | 9         | 14        | -5      | 4      |

### 1/16 finału
Runda rozgrywana w formie dwumeczu.
| Lp.  | Data       | Miejsce | Przeciwnik     | Wynik     |
| ---- | ---------- | ------- | -------------- | --------- |
| 103. | 16.02.2012 | Kraków  | Standard Liège | 1:1 (0:1) |
| 104. | 23.02.2012 | Liège   | Standard Liège | 0:0 (0:0) |

## Liga Europy 2024/2025

### I runda kwalifikacyjna
Runda rozgrywana w formie dwumeczu.
| Lp.  | Data       | Miejsce  | Przeciwnik        | Wynik     |
| ---- | ---------- | -------- | ----------------- | --------- |
| 105. | 11.07.2024 | Kraków   | KF Llapi Podujevo | 2:0 (1:0) |
| 106. | 18.07.2024 | Podujevo | KF Llapi Podujevo | 2:1 (0:0) |

### II runda kwalifikacyjna
Runda rozgrywana w formie dwumeczu.
| Lp.  | Data       | Miejsce | Przeciwnik   | Wynik     |
| ---- | ---------- | ------- | ------------ | --------- |
| 107. | 25.07.2024 | Kraków  | Rapid Wiedeń | 1:2 (0:1) |
| 108. | 01.08.2024 | Wiedeń  | Rapid Wiedeń | 1:6 (0:5) |

## Liga Konferencji UEFA (2024/2025)

### III runda kwalifikacyjna
Runda rozgrywana w formie dwumeczu.
| Lp.  | Data       | Miejsce | Przeciwnik     | Wynik                          |
| ---- | ---------- | ------- | -------------- | ------------------------------ |
| 109. | 08.08.2024 | Trnawa  | Spartak Trnawa | 1:3 (1:0)                      |
| 110. | 15.08.2024 | Kraków  | Spartak Trnawa | 3:1 pd. k12:11 (1:0, 2:0, 3:0) |

### IV runda kwalifikacyjna
Runda rozgrywana w formie dwumeczu.
| Lp.  | Data       | Miejsce | Przeciwnik    | Wynik     |
| ---- | ---------- | ------- | ------------- | --------- |
| 111. | 22.08.2024 | Kraków  | Cercle Brugge | 1:6 (0:3) |
| 112. | 29.08.2024 | Brugia  | Cercle Brugge | 4:1 (2:0) |

## Statystyki
| Sezon     | Rozgrywki                        | Mecze | Wygrane | Remisy | Porażki | Bilans bramkowy | Osiągnięcie              |
| --------- | -------------------------------- | ----- | ------- | ------ | ------- | --------------- | ------------------------ |
| 1967/1968 | Puchar Zdobywców Pucharów        | 4     | 2       | 0      | 2       | 8:6             | 1/8 finału               |
| 1976/1977 | Puchar UEFA                      | 4     | 1       | 3      | 0       | 6:4             | 1/16 finału              |
| 1978/1979 | Puchar Europy Mistrzów Klubowych | 6     | 2       | 2      | 2       | 10:11           | 1/4 finału               |
| 1981/1982 | Puchar UEFA                      | 2     | 0       | 0      | 2       | 1:5             | 1/32 finału              |
| 1984/1985 | Puchar Zdobywców Pucharów        | 4     | 3       | 0      | 1       | 9:6             | 1/8 finału               |
| 1998/1999 | Puchar UEFA                      | 8     | 5       | 2      | 1       | 21:5            | 1/16 finału              |
| 2000/2001 | Puchar UEFA                      | 6     | 2       | 2      | 2       | 8:9             | II runda                 |
| 2001/2002 | Liga Mistrzów                    | 4     | 2       | 0      | 2       | 6:6             | III runda kwalifikacyjna |
| 2001/2002 | Puchar UEFA                      | 4     | 2       | 1      | 1       | 4:4             | II runda                 |
| 2002/2003 | Puchar UEFA                      | 10    | 6       | 2      | 2       | 28:11           | 1/8 finału               |
| 2003/2004 | Liga Mistrzów                    | 4     | 1       | 1      | 2       | 8:8             | III runda kwalifikacyjna |
| 2003/2004 | Puchar UEFA                      | 4     | 2       | 2      | 0       | 4:2             | III runda kwalifikacyjna |
| 2004/2005 | Liga Mistrzów                    | 4     | 2       | 0      | 2       | 12:7            | III runda kwalifikacyjna |
| 2004/2005 | Puchar UEFA                      | 2     | 1       | 0      | 1       | 5:5             | I runda                  |
| 2005/2006 | Liga Mistrzów                    | 2     | 1       | 0      | 1       | 4:5             | III runda kwalifikacyjna |
| 2005/2006 | Puchar UEFA                      | 2     | 0       | 0      | 2       | 0:4             | I runda                  |
| 2006/2007 | Puchar UEFA                      | 8     | 3       | 1      | 4       | 10:10           | Faza grupowa             |
| 2008/2009 | Liga Mistrzów                    | 4     | 2       | 0      | 2       | 7:6             | III runda kwalifikacyjna |
| 2008/2009 | Puchar UEFA                      | 2     | 0       | 1      | 1       | 1:2             | I runda                  |
| 2009/2010 | Liga Mistrzów                    | 2     | 0       | 1      | 1       | 1:2             | II runda kwalifikacyjna  |
| 2010/2011 | Liga Europy                      | 4     | 2       | 0      | 2       | 9:4             | III runda kwalifikacyjna |
| 2011/2012 | Liga Mistrzów                    | 6     | 5       | 0      | 1       | 10:5            | IV runda kwalifikacyjna  |
| 2011/2012 | Liga Europy                      | 8     | 3       | 2      | 3       | 9:14            | 1/16 finału              |
| 2024/2025 | Liga Europy                      | 4     | 2       | 0      | 2       | 6:9             | II runda kwalifikacyjna  |
| 2024/2025 | Liga Konferencji                 | 4     | 2       | 0      | 2       | 9:11            | IV runda kwalifikacyjna  |
| Razem     |                                  | 112   | 51      | 20     | 41      | 196:161         |                          |

## Rozgrywki europejskie nie organizowane przezUEFĘ

### Międzynarodowy Puchar Piłkarski 1966/1967
| Lp. | Kolejka | Data       | Miejsce        | Przeciwnik           | Wynik     |
| --- | ------- | ---------- | -------------- | -------------------- | --------- |
| 1.  | 1.      | 18.06.1966 | Kaiserslautern | 1. FC Kaiserslautern | 4:2 (3:2) |
| 2.  | 2.      | 25.06.1966 | Kraków         | Malmö FF             | 4:0 (2:0) |
| 3.  | 3.      | 02.07.1966 | Bratysława     | Inter Bratysława     | 0:3 (0:2) |
| 4.  | 4.      | 09.07.1966 | Kraków         | Inter Bratysława     | 3:2 (2:1) |
| 5.  | 5.      | 16.07.1966 | Malmö          | Malmö FF             | 1:1 (1:0) |
| 6.  | 6.      | 23.07.1966 | Kraków         | 1. FC Kaiserslautern | 1:2 (1:2) |

#### Tabela
| Miejsce | Drużyna              | Mecze | Zwycięstwa | Remisy | Porażki | Bramki Z. | Bramki S. | Różnica | Punkty |
| ------- | -------------------- | ----- | ---------- | ------ | ------- | --------- | --------- | ------- | ------ |
| 1.      | Inter Bratysława     | 6     | 4          | 0      | 2       | 18        | 10        | +8      | 8      |
| 2.      | Wisła Kraków         | 6     | 3          | 1      | 2       | 13        | 10        | +3      | 7      |
| 3.      | Malmö FF             | 6     | 2          | 1      | 3       | 9         | 13        | -4      | 5      |
| 4.      | 1. FC Kaiserslautern | 6     | 2          | 0      | 4       | 12        | 19        | -7      | 4      |

### Puchar Intertoto 1969
| Lp. | Kolejka | Data       | Miejsce | Przeciwnik | Wynik     |
| --- | ------- | ---------- | ------- | ---------- | --------- |
| 7.  | 1.      | 28.06.1969 | Esbjerg | Esbjerg fB | 1:0 (1:0) |
| 8.  | 2.      | 05.07.1969 | Kraków  | VSS Košice | 4:0 (3:0) |
| 9.  | 3.      | 12.07.1969 | Lier    | Lierse SK  | 1:1 (0:1) |
| 10. | 4.      | 19.07.1969 | Kraków  | Esbjerg fB | 2:1 (2:0) |
| 11. | 5.      | 26.07.1969 | Kraków  | Lierse SK  | 2:1 (2:0) |
| 12. | 6.      | 02.08.1969 | Koszyce | VSS Košice | 0:4 (0:3) |

#### Tabela
| Miejsce | Drużyna      | Mecze | Zwycięstwa | Remisy | Porażki | Bramki Z. | Bramki S. | Różnica | Punkty |
| ------- | ------------ | ----- | ---------- | ------ | ------- | --------- | --------- | ------- | ------ |
| 1.      | Wisła Kraków | 6     | 4          | 1      | 1       | 10        | 7         | +3      | 9      |
| 2.      | VSS Košice   | 6     | 3          | 2      | 1       | 14        | 8         | +6      | 8      |
| 3.      | Lierse SK    | 6     | 2          | 3      | 1       | 11        | 6         | +6      | 7      |
| 4.      | Esbjerg fB   | 6     | 0          | 0      | 6       | 2         | 16        | -14     | 0      |

### Puchar Intertoto 1970
| Lp. | Kolejka | Data       | Miejsce    | Przeciwnik    | Wynik     |
| --- | ------- | ---------- | ---------- | ------------- | --------- |
| 13. | 1.      | 27.06.1970 | Winterthur | FC Winterthur | 3:1 (1:1) |
| 14. | 2.      | 04.07.1970 | Kraków     | FC Utrecht    | 1:0 (0:0) |
| 15. | 3.      | 11.07.1970 | Hvidovre   | Hvidovre IF   | 1:0 (0:0) |
| 16. | 4.      | 18.07.1970 | Utrecht    | FC Utrecht    | 0:1 (0:1) |
| 17. | 5.      | 25.07.1970 | Kraków     | Hvidovre IF   | 1:0 (0:0) |
| 18. | 6.      | 01.08.1970 | Kraków     | FC Winterthur | 5:1 (2:0) |

#### Tabela
| Miejsce | Drużyna       | Mecze | Zwycięstwa | Remisy | Porażki | Bramki Z. | Bramki S. | Różnica | Punkty |
| ------- | ------------- | ----- | ---------- | ------ | ------- | --------- | --------- | ------- | ------ |
| 1.      | Wisła Kraków  | 6     | 5          | 0      | 1       | 11        | 3         | +8      | 10     |
| 2.      | Hvidovre IF   | 6     | 3          | 1      | 2       | 11        | 6         | +5      | 7      |
| 3.      | FC Utrecht    | 6     | 3          | 0      | 3       | 12        | 10        | +2      | 6      |
| 4.      | FC Winterthur | 6     | 0          | 1      | 5       | 8         | 23        | -15     | 1      |

### Puchar Intertoto 1972
| Lp. | Kolejka | Data       | Miejsce       | Przeciwnik       | Wynik     |
| --- | ------- | ---------- | ------------- | ---------------- | --------- |
| 19. | 1.      | 24.06.1972 | Kraków        | Åtvidabergs FF   | 1:1 (1:1) |
| 20. | 2.      | 01.07.1972 | Berno         | BSC Young Boys   | 1:1 (1:0) |
| 21. | 3.      | 08.07.1972 | Saint-Étienne | AS Saint-Étienne | 0:0 (0:0) |
| 22. | 4.      | 15.07.1972 | Kraków        | BSC Young Boys   | 8:0 (4:0) |
| 23. | 5.      | 22.07.1972 | Kraków        | AS Saint-Étienne | 0:1 (0:1) |
| 24. | 6.      | 29.07.1972 | Åtvidaberg    | Åtvidabergs FF   | 2:0 (2:0) |

#### Tabela
| Miejsce | Drużyna          | Mecze | Zwycięstwa | Remisy | Porażki | Bramki Z. | Bramki S. | Różnica | Punkty |
| ------- | ---------------- | ----- | ---------- | ------ | ------- | --------- | --------- | ------- | ------ |
| 1.      | AS Saint-Étienne | 6     | 4          | 2      | 0       | 12        | 2         | +10     | 10     |
| 2.      | Wisła Kraków     | 6     | 2          | 3      | 1       | 12        | 3         | +9      | 7      |
| 3.      | BSC Young Boys   | 6     | 1          | 2      | 3       | 4         | 17        | -13     | 4      |
| 4.      | Åtvidabergs FF   | 6     | 1          | 1      | 4       | 6         | 12        | -6      | 3      |

### Puchar Intertoto 1973
| Lp. | Kolejka | Data       | Miejsce   | Przeciwnik        | Wynik     |
| --- | ------- | ---------- | --------- | ----------------- | --------- |
| 25. | 1.      | 30.06.1973 | Kopenhaga | BK 1903 Kopenhaga | 3:1 (1:0) |
| 26. | 2.      | 07.07.1973 | Kraków    | Kickers Offenbach | 1:1 (0:0) |
| 27. | 3.      | 14.07.1973 | Kraków    | SSW Innsbruck     | 3:2 (2:1) |
| 28. | 4.      | 21.07.1973 | Offenbach | Kickers Offenbach | 2:0 (1:0) |
| 29. | 5.      | 28.07.1973 | Innsbruck | SSW Innsbruck     | 0:1 (0:1) |
| 30. | 6.      | 04.08.1973 | Kraków    | BK 1903 Kopenhaga | 3:3 (2:1) |

#### Tabela
| Miejsce | Drużyna           | Mecze | Zwycięstwa | Remisy | Porażki | Bramki Z. | Bramki S. | Różnica | Punkty |
| ------- | ----------------- | ----- | ---------- | ------ | ------- | --------- | --------- | ------- | ------ |
| 1.      | Wisła Kraków      | 6     | 3          | 2      | 1       | 12        | 8         | +4      | 8      |
| 2.      | SSW Innsbruck     | 6     | 3          | 0      | 3       | 14        | 13        | +1      | 6      |
| 3.      | BK 1903 Kopenhaga | 6     | 2          | 2      | 2       | 13        | 15        | -2      | 6      |
| 4.      | Kickers Offenbach | 6     | 1          | 2      | 3       | 11        | 14        | -3      | 4      |

### Puchar Intertoto 1974
| Lp. | Kolejka | Data       | Miejsce   | Przeciwnik     | Wynik     |
| --- | ------- | ---------- | --------- | -------------- | --------- |
| 31. | 1.      | 15.06.1973 | Trnawa    | Spartak Trnawa | 0:0 (0:0) |
| 32. | 2.      | 29.06.1973 | Kraków    | VÖEST Linz     | 1:1 (0:0) |
| 33. | 3.      | 06.07.1973 | Kraków    | AIK Sztokholm  | 1:0 (0:0) |
| 34. | 4.      | 13.07.1973 | Kraków    | Spartak Trnawa | 2:2 (0:0) |
| 35. | 5.      | 20.07.1973 | Linz      | VÖEST Linz     | 0:2 (0:1) |
| 36. | 6.      | 27.07.1973 | Sztokholm | AIK Sztokholm  | 3:0 (0:0) |

#### Tabela
| Miejsce | Drużyna        | Mecze | Zwycięstwa | Remisy | Porażki | Bramki Z. | Bramki S. | Różnica | Punkty |
| ------- | -------------- | ----- | ---------- | ------ | ------- | --------- | --------- | ------- | ------ |
| 1.      | Spartak Trnawa | 6     | 3          | 2      | 1       | 7         | 5         | +2      | 8      |
| 2.      | VÖEST Linz     | 6     | 3          | 1      | 2       | 13        | 17        | +6      | 7      |
| 3.      | Wisła Kraków   | 6     | 2          | 3      | 1       | 7         | 5         | +2      | 7      |
| 4.      | AIK Sztokholm  | 6     | 1          | 0      | 5       | 5         | 15        | -10     | 2      |

### Puchar Intertoto 1989
| Lp. | Kolejka | Data       | Miejsce      | Przeciwnik          | Wynik     |
| --- | ------- | ---------- | ------------ | ------------------- | --------- |
| 37. | 1.      | 05.07.1989 | Petach Tikwa | Hapoel Petach Tikwa | 2:1 (1:0) |
| 38. | 2.      | 08.07.1989 | Tel Awiw     | Beitar Jerozolima   | 2:2 (2:2) |
| 39. | 3.      | 12.07.1989 | Praga        | Sparta Praga        | 0:3 (0:1) |
| 40. | 4.      | 15.07.1989 | Kraków       | Hapoel Petach Tikwa | 0:3 (0:1) |
| 41. | 5.      | 19.07.1989 | Kraków       | Beitar Jerozolima   | 4:0 (3:0) |
| 42. | 6.      | 22.07.1989 | Kraków       | Sparta Praga        | 3:3 (2:3) |

#### Tabela
| Miejsce | Drużyna             | Mecze | Zwycięstwa | Remisy | Porażki | Bramki Z. | Bramki S. | Różnica | Punkty |
| ------- | ------------------- | ----- | ---------- | ------ | ------- | --------- | --------- | ------- | ------ |
| 1.      | Sparta Praga        | 6     | 4          | 2      | 0       | 13        | 4         | +9      | 10     |
| 2.      | Wisła Kraków        | 6     | 2          | 2      | 2       | 11        | 12        | -1      | 6      |
| 3.      | Hapoel Petach Tikwa | 6     | 2          | 1      | 3       | 9         | 1         | -2      | 5      |
| 4.      | Beitar Jerozolima   | 6     | 0          | 3      | 3       | 7         | 13        | -6      | 3      |

## Statystyki
| Rozgrywki                                 | Mecze | Wygrane | Remisy | Porażki | Bilans bramkowy | Osiągnięcie           |
| ----------------------------------------- | ----- | ------- | ------ | ------- | --------------- | --------------------- |
| Międzynarodowy Puchar Piłkarski 1966/1967 | 6     | 3       | 1      | 2       | 13:10           | 2. miejsce w grupie   |
| Puchar Intertoto 1969                     | 6     | 4       | 1      | 1       | 10:7            | 1. miejsce w grupie   |
| Puchar Intertoto 1970                     | 6     | 5       | 0      | 1       | 11:3            | 1. miejsce w grupie   |
| Puchar Intertoto 1972                     | 6     | 2       | 3      | 1       | 12:3            | 2. miejsce w grupie   |
| Puchar Intertoto 1973                     | 6     | 3       | 2      | 1       | 12:8            | 1. miejsce w grupie   |
| Puchar Intertoto 1974                     | 6     | 2       | 3      | 1       | 7:5             | 3. miejsce w grupie   |
| Puchar Intertoto 1989                     | 6     | 2       | 2      | 2       | 11:12           | 2. miejsce w grupie   |
| Razem                                     | 42    | 21      | 12     | 9       | 76:48           | 2x1. miejsce w grupie |